# Pabellón de Japón (Epcot)
El Pabellón de Japón es un pabellón de temática japonesa que forma parte del World Showcase en Epcot en Walt Disney World Resort en Florida. Su ubicación es entre el pabellón de Marruecos y el pabellón The American Adventure.

## Atracciones planificadas
Numerosas atracciones fueron planeadas y propuestas. Durante años, los Imagineers (nombre con el que se conoce a los ingenieros al servicio de Disney) han considerado construir una atracción de montaña rusa cubierta basada en el Monte Fuji.
Otra atracción propuesta fue un recorrido de "Circle-Vision", en la que los asistentes abordarían y caminarían a través de un Shinkansen (tren bala) y mirarían a través de las ventanas (en realidad, pantallas de cine) que muestran los paisajes cambiantes de Japón. El tren se habría sacudido y movido como un tren que viaja por el campo.

## Disposición

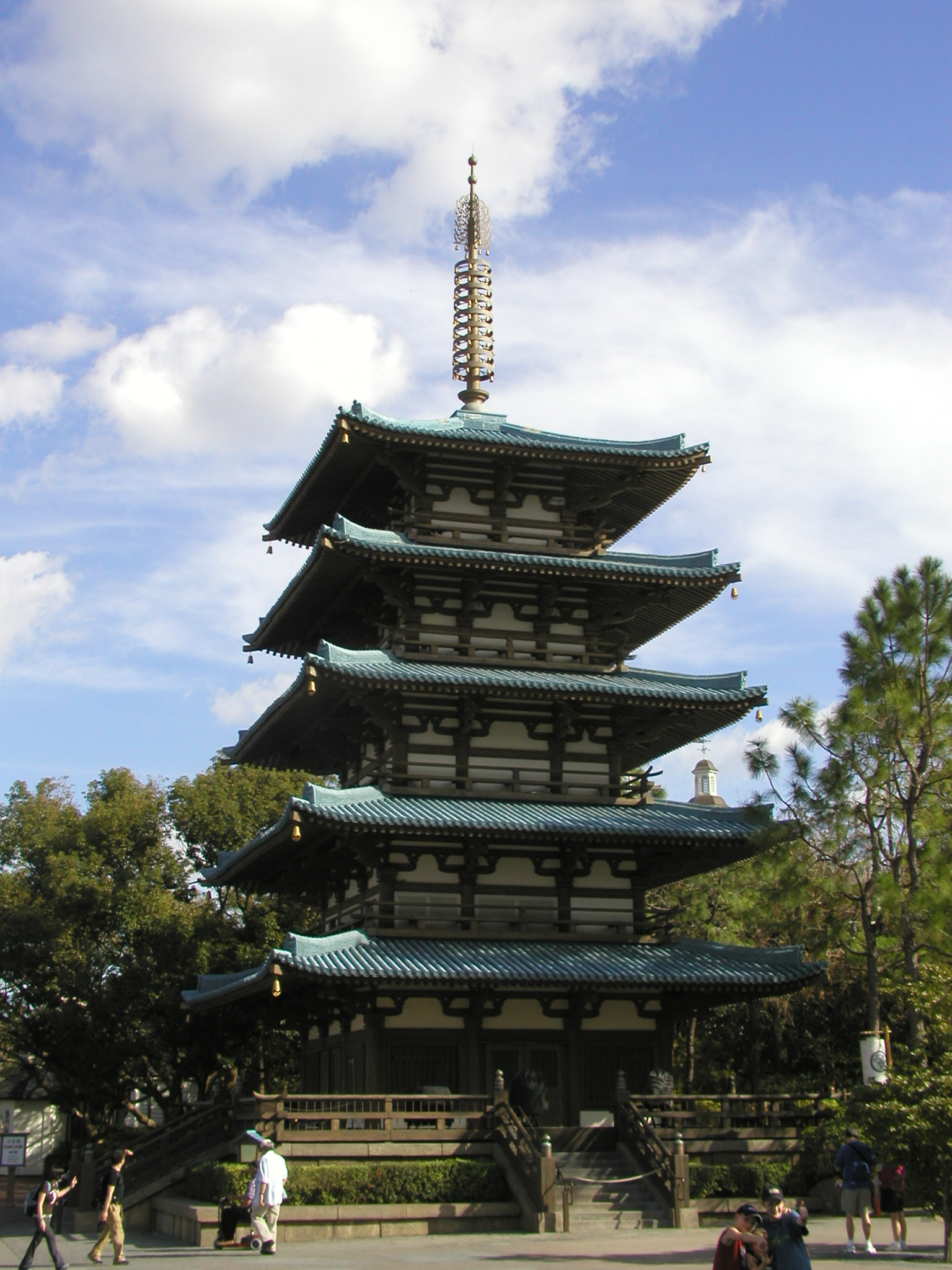
Pagoda en el pabellón

El Pabellón de Japón se compone de edificios que rodean un patio. La entrada al patio presenta una pagoda japonesa. Una puerta torii decora el agua frente al pabellón. La zona está llena de piscinas y jardines japoneses. Al final del patio está la puerta de un castillo japonés, que incluye un foso, que conduce a una muestra de la cultura japonesa.
La principal atracción del pabellón es Bijutsu-kan, una galería que alberga exhibiciones sobre el arte y la cultura japoneses.
Entre los restaurantes del pabellón está Teppan Edo, un restaurante de estilo teppanyaki, lo que significa que la comida se cocina justo frente a los comensales. La decoración y la temática pretenden reflejar la "vivacidad" del período Edo (1603-1868). Los alimentos que se cocinan en la mesa son bistecs, pollo, camarones, vieiras y verduras. La comida para niños se sirve en cajas con forma de monorriel.
Como lugar de compras, está el único local en Norteamérica de la cadena de almacenes Mitsukoshi. Vende artículos japoneses, como ropa, joyas, libros, manga, artículos de anime (como carteles) y juguetes. Se ha ampliado en los últimos años para incluir una variedad mayor de elementos. Más específicamente, una mayor parte de la tienda vende artículos relacionados con la cultura pop japonesa, presumiblemente para aprovechar el creciente interés en este tipo de productos en Estados Unidos.
Como entretenimiento, se dispone de Matsuriza, un grupo de tamborileros Taiko tradicionales y narradores japoneses ubicado en la base de la pagoda.